# کابوت
کابوت (انگلیسی: Cabot) شرکت صنایع شیمیایی آمریکایی است، که در سال ۱۸۸۲ توسط جافری کابوت تأسیس شد.